# Xylophanes indistincta
Xylophanes indistincta är en fjärilsart som beskrevs av Adolf G. Closs 1934. Xylophanes indistincta ingår i släktet Xylophanes och familjen svärmare. Inga underarter finns listade i Catalogue of Life.

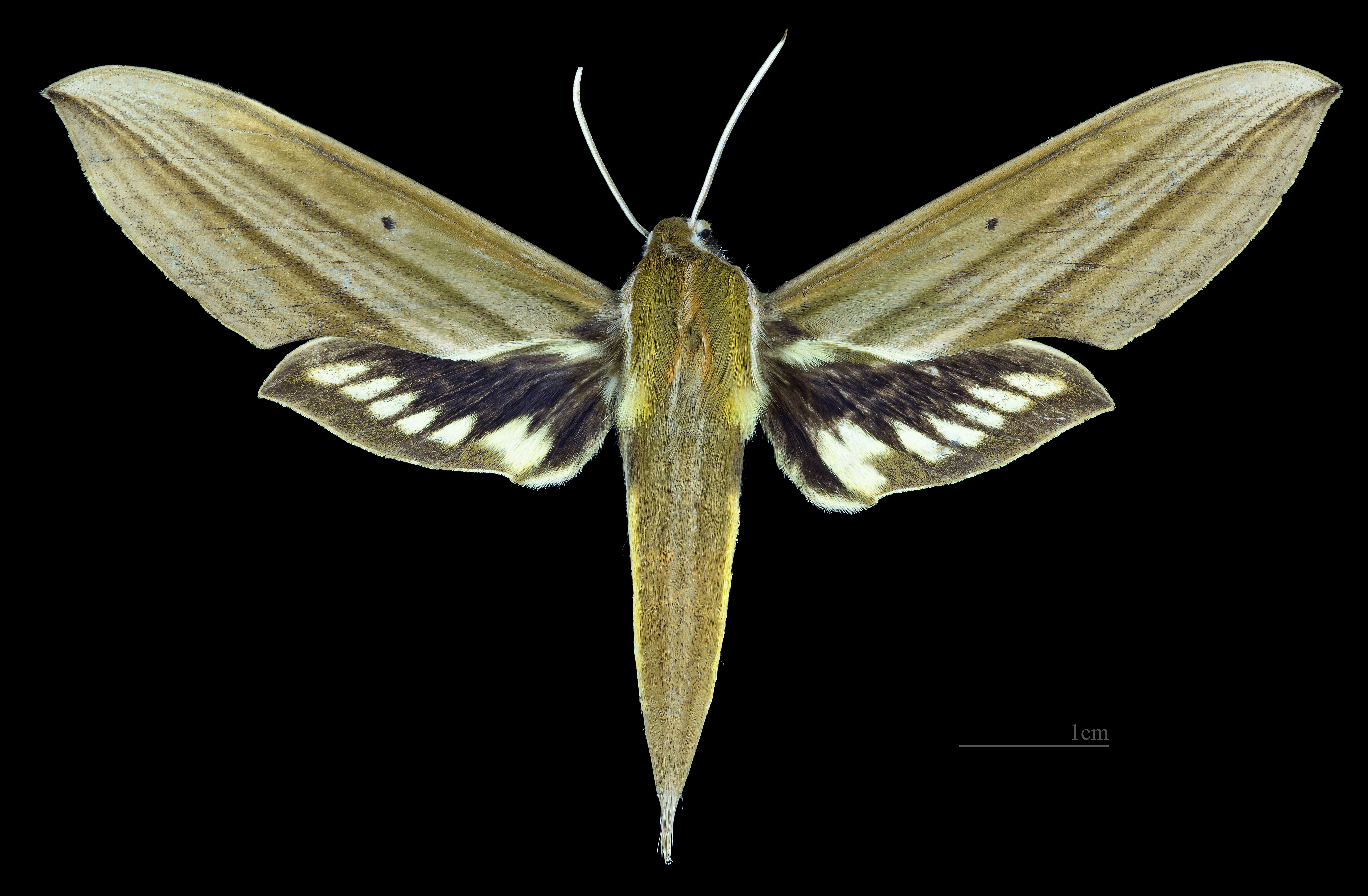
Xylophanes indistincta ♀
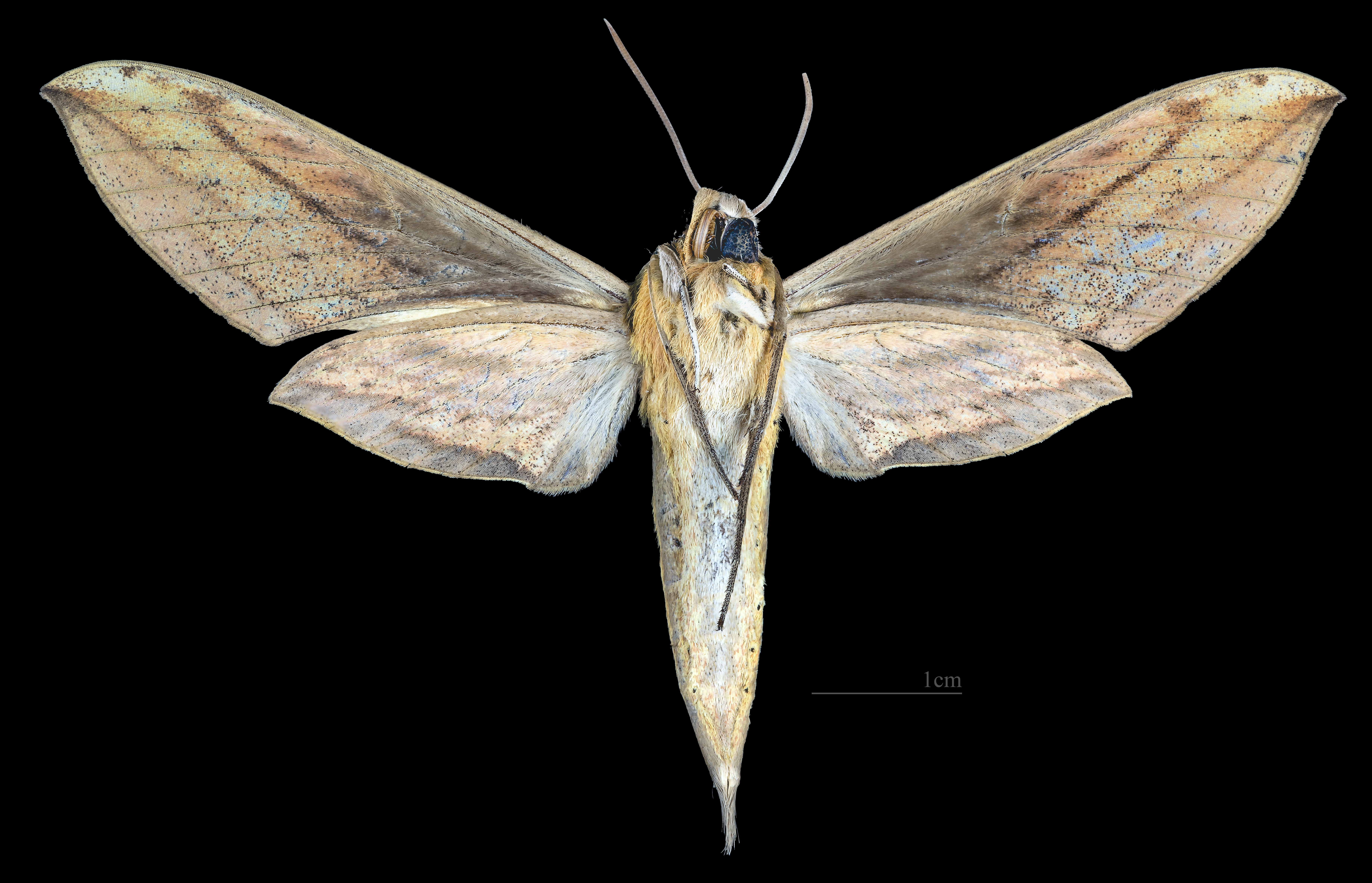
Xylophanes indistincta ♀ △